# Torre dei Nerli
La torre dei Nerli, detta anche Galganetta, è un edificio storico di Firenze, situato in via Guicciardini 10-12 rosso, davanti a piazza Santa Felicita. 

## Storia e descrizione
I Nerli erano  signori di Ronciglione (oggi Roncigliano) anche detto Poggio Farneto, area collinare a sud ovest di Firenze e oggi in comune di Scandicci, e viceconti dei Cadolingi (conti di Fucecchio). Spostarono la loro residenza nella città di Firenze molto probabilmente agli inizi del XII secolo insediandosi presso il Mercato Vecchio, nel Sesto di Porta del Duomo, nelle case già dei Siri. Passarono quindi più tardi in Oltrarno nel Popolo di San Frediano. I rami ghibellini della famiglia subirono l'esilio dopo il 1266 trasferendosi, alcuni, in Francia. Altri ebbero un lasciapassare per tornare in città ma dovettero cambiare il nome in Della Piazza (dal nome del Borgo di Piazza che era l'antica via Guicciardini) o Gherardeschi.
La torre della famiglia, restaurata e parzialmente ricostruita dopo l'ultima guerra, risultava nel 1322 di proprietà, oltre che di questa famiglia, dei Machiavelli. 
Della struttura originaria resta solo la parte inferiore (ampiamente integrata) sviluppata su due piani, oltre ai quali sono altri tre piani moderni. Il paramento è in grosse bugne di pietraforte, con due portali gemelli a doppio arco e due finestre al primo piano con architrave su mensole e arco di scarico. Sul fronte sono alcune buche pontaie con relative mensole, forse usate in origine per la sostenere dei ballatoi lignei esterni. Altre buche senza mensola erano invece i luoghi dove venivano temporaneamente alloggiati i pali delle impalcature usate per l'edificazione.